# Rafnia spicata
Rafnia spicata är en ärtväxtart som beskrevs av Carl Peter Thunberg. Rafnia spicata ingår i släktet Rafnia och familjen ärtväxter. Inga underarter finns listade i Catalogue of Life.